# Дионисије Суздаљски
Митрополит Дионисије (рођ. Давид; око 1300 — 15. октобар 1385, Кијев) — митрополит кијевски и целе Русије 1383—1385, епископ суздаљски и нижегородски од 1374, православни светитељ.

## Биографија
Рођен око 1300. године у Кијевској области . Не зна се ко су му били родитељи и где су живели.
Пострижен је у монаштво и замонашен у јеромонаха у Кијево-Печерском манастиру. Затим је напустио манастир и отишао на Волгу, где се настанио сам у пећини коју је сам ископао на обали реке у близини Нижњег Новгорода. Дионисије је 1330. године на овом месту основао Печерски манастир са храмом у име Вазнесења Господњег, где је био игуман, а потом архимандрит. Овај манастир је постао „школа хришћанске вере и побожности“. Бројао је до 900 монаха .
Године 1374. Свети Алексије, митрополит московски, због његовог врлинског живота и образовања, посвећује Дионисија за епископа суздаљског и нижегородског.
После упокојења светог Алексија, монах Сергије Радоњешки је предложио великом кнезу Димитрију да изабере епископа Дионисија за митрополита. Али велики кнез Димитрије је желео да за митрополита има свог исповедника, белог свештеника Митјаја, који је на брзину пострижен са именом Михаило и уздигнут у чин новоспаског архимандрита.
По заповести кнеза Михаила изабран је у Москви од Архијерејског сабора за митрополита московског. Свети Дионисије је смело иступио против великог војводе, указујући му да би постављање примаса без воље васељенског патријарха било противканонски. Михаило је био принуђен да оде у Цариград, наљутио се на Дионисија и запретио да по повратку из Византије неће оставити Дионисија ни као свештеника.
Дионисије је хтео да предухитри Митјаја и сам оде у Цариград, али га је велики кнез задржао и одвео у притвор. У жељи да се ослободи, Дионисије је дао обећање да неће ићи у Цариград и као гаранцију је представио светог Сергија. Али чим је добио слободу, он је на позив патријарха похитао у Византију за Михаилом. Својим чином нанео је много невоља Сергију.
Дионисије је остао у Цариграду више од годину дана. За то време послао је из Цариграда два листа са иконе Богородице Одигитрије, затим део Животворног дрвета и „страдања Христова“ (честице оруђа које је мучило Спаситеља).
Цариградски патријарх је високо ценио заслуге Дионисија, уздигао га у чин архиепископа и одликовао га вишекрсним фелонионом. Крајем 1381. Дионисије се вратио из Грчке са патријаршијским задатком да се стара о борби против јереси Стриголника у Новгороду и Пскову.
Уверен у Дионисијеве заслуге (после смене двојице митрополита), велики кнез је пожелео да га види на митрополитској столици. Године 1383. Дионисије је заједно са сестрићем светог Сергија Теодором Симоновским по други пут отишао у Царград и био је уздигнут у чин митрополита. Саборски акт из 1389. године извештава да су руски посланици донели готову осуду Пимена. Истовремено, патријаршијски амбасадори су отишли у Русију да истраже активности Пимена. Враћајући се у Москву преко Кијева, Дионисија је задржао литвански кнез Владимир Олгердович, који је објавио да пошто је московски кнез својом вољом протерао митрополита Кипријана, кијевски кнез, по угледу на њега, задржава Дионисија.
Дионисије се упокојио 15. октобра 1385. године и сахрањен је у Антонијевој пећини Кијевске лавре.
Спомен се празнује 26. јуна (9. јула), 15. октобра (28. октобра) на дан упокојења, 23. јуна заједно са Сабором светих Владимирских, 28. септембра заједно са Сабором Преосвећених отаца Кијевских. Свете мошти његове почивају у Кијеву у Антонијевим пештерама.